# Jerzens
Jerzens je obec v Rakousku ve spolkové zemi Tyrolsko v okrese Imst. Žije zde 944 obyvatel.

## Poloha
Obec se leží v přední části údolí Pitztal na rozloze 30,4 km². Nejnižší bod je asi 1000 m n. m., nejvyšší je vrchol hory Wildgrat 2974 m n. m. Na obou stranách údolí stoupá krajina převážně do zalesněné oblast až do výšky 3000 m n. m. Polovina území obce (50 %) pokývají lesy, sedm procent je využíváno v zemědělství, 14,3 % jsou alpské pastviny a více než jedna čtvrtina je tvořena alpskými oblastmi.
Mezi vrcholy Hochzeiger (2584 m n. m.), Wildgrat (2 971 m n. m.) a Hohem Gemeindekopf (2 771 m n. m.) leží údolí Riegetal se stejnojmennou i.
Jerzens je nejvýše položenou oblastí Severního Tyrolska, na které se pěstuje kukuřice.

### Členění obce
V katastrálním území obce se nachází osady (nadmořská výška):
Liss (1462 m), Kaitanger (1451 m), Schwaig (1252 m), Larchwies (1318 m), Haag (1307 m), Breitwies (1297 m), Egg (1300 m), Falsterwies (1247 m), Gischlewies (1235 m), Kienberg (1022 m), Stein (1115 m), Graslehn (1244 m), Schönlarch (1027 m), Schön (1054 m), Wiesle (1080 m) a Ritzenried (1121 m).

### Okolní obce
|             | Arzl im Pitztal |          |
| Wenns Fließ |                 | Roppen   |
| Kaunerberg  | St. Leonhard    | Umhausen |

## Historie
Podle archeologických nálezů se předpokládá osídlení území v době bronzové. První písemná zmínka pochází z roku 1313, kdy obce Irtzens a Ritzenried jsou uváděny v daňovém soupisu správní oblasti Imst. Kolem roku 1650 byla obec Jerzens samostatnou daňovou obcí a v době bavorské vlády se stala politickou obcí.
Kostel sv. Gotharda byl postaven v letech 1736 až 1737 a původně patřil k farnosti Wenns. Kostel má bohatou štukovou výzdobu. Je jediným kostelem v Tyrolsku zasvěcený svatému Gothardovi. V roce 1752 dostal Jerzens kaplana, v roce 1849 faráře a v roce 1891 se stal samostatnou farností.
V roce 1923 byla nad mlýnem postavena obecní elektrárna. Jerzens získává elektřinu od společnosti TIWAG od roku 1955. V roce 1954 byl postaven vodovod. V roce 1951 smetla lavina 30 alpských stodol na alpských pastvinách a loukách. V roce 1966 sesuv půdy zničil osady Mühlloch a Niederhof.
Škola byla od roku 1986 umístěna na faře. V roce 1995 byla stará školní budova zbořena a na jejím místě byla postavena nová.

## Znak
Blason: Zelený štít se stříbrným levým bokem. V zeleném poli břevno propletené ve dvou řadách červeně a stříbrně, ve stříbrném poli černá biskupská berla.
Znak byl obci udělen zemskou vládou v roce 1994. Biskupská berla ve znaku odkazuje na patrona farnosti svatého Gottharda. Zelené pole symbolizuje význam zemědělství a červené a stříbrné břevno (cisterciácké břevno) je připomínkou významného vlastníka půdy ve středověku, opatství Stams.